# 창녕 김씨
창녕 김씨(昌寧金氏)는 경상남도 창녕군을 본관으로 하는 한국의 성씨이다.
시조 김연철(金延哲)은 김알지의 후손으로, 창녕군(昌寧君)에 봉해졌다.

## 참고 자료
- “창녕김씨(昌寧金氏)”. 뿌리를 찾아서.[깨진 링크(과거 내용 찾기)]